# Diecezja Huehuetenango
Diecezja Huehuetenango (łac. Dioecesis Gerontopolitanus) – diecezja Kościoła rzymskokatolickiego w Gwatemali. Należy do archidiecezji Los Altos Quetzaltenango–Totonicapán. Została erygowana 24 grudnia 1967 roku na miejsce prałatury terytorialnej Huehuetenango, która istniała tam od 1961 roku.

## Ordynariusze
- Hugo Mark Gerbermann, M.M. (1961 - 1975)
- Victor Hugo Martínez Contreras (1975 - 1987)
- Julio Amílcar Bethancourt Fioravanti (1988 - 1996)
- Rodolfo Francisco Bobadilla Mata, C.M. (1996 - 2012)
- Alvaro Ramazzini (2012 - )